# Matrioshki
Matrioshki (Matroesjka's) es una serie de televisión belga de los años 2000 que consta de 20 episodios de 45 minutos divididos en 2 temporadas, la primera temporada consta de 10 capítulos y se estrenó en el año 2005 y la segunda temporada con 10 capítulos en el año 2007. La serie fue creada por Marc Punt y Guy Goossens. La serie se difundió originalmente en el canal de pago beTV belga y ha sido emitida en Francia por el canal M6.  En España lo emitió Cuatro desde el comienzo de sus emisiones regulares en noviembre de 2005. En México es transmitida por el canal 11 del IPN, así como también por el canal estatal chileno TVN en el año 2006.

## Sinopsis
Esta serie cuenta la historia de un grupo de muchachas rusas y lituanas que llegaron a un casting para una compañía de danza. Este casting llevado por dos belgas, revela ser falso: después de haber firmado un contrato redactado en griego, lengua que ellas no comprendían, las jóvenes son llevadas hacia Chipre, donde deben aprender strip-tease, antes de llevarlas a los clubes nocturnos en Amberes, Bélgica. Con su pasaporte confiscado, las muchachas se ven obligadas a bailar, y de vez en cuando, a prostituirse para devolver el dinero, por los "gastos del viaje" y de "formación".
Un periodista belga,  Nico Maes intenta en vano desenmascarar esta "trata de blancas". En efecto, los proxenetas se benefician de sus cómplices en la policía y no dudan en amenazar o incluso matar a aquellas personas que podrían dañar su tráfico o que se niegan a participar.

## Elenco
- Peter Van den Begin: Raymond Van Mechelen
- Mark Van Eeghem: Marc Camps
- Wim Opbrouck: Mike Simons
- Luk Wijns: Eddy Stoefs
- Axel Daeseleire: Jan Verplancke
- Frank Aendenboom: John Dockx
- Tom Van Dyck: Vincent Dockx
- Lucas van den Eijnde: Nico Maes
- Eugenia Hirivskaya: Kalinka
- Livba Tolkalina: Olga

## Episodios
Primera Temporada (2005):
1 - Reclutadas
2 - El traslado
3 - Recluidas
4 - Entradas y salidas
5 - En venta
6 - Sin salir a la luz
7 - Completo
8 - Cumpleaños ¿feliz?
9 - Redada
10 - Deseos de venganza

## Comentarios
Amnistía Internacional ha utilizado imágenes de esta serie para ilustrar los mensajes difundidos en los países de Europa, particularmente del Este, para prevenir a las jóvenes sobre este tipo de prácticas.

## Transmisiones
- La primera temporada fue trasmitida en América Latina por el canal de pago Movie City.
- La segunda temporada de la serie se estrenó en América Latina el 29 de agosto de 2008 por el canal CityVibe (Oeste).
- Se encuentra retransmitiéndose en México en televisión abierta, por el canal 11 los días miércoles a las 11:30 p. m. y jueves a 1:30 a. m..
- En 2007, la serie ha sido emitida en Chile, por TVN los miércoles (después de Herederos).[cita requerida]

- Datos: Q1909002